# Astragalus episcopus
Astragalus episcopus är en ärtväxtart som beskrevs av Sereno Watson. Astragalus episcopus ingår i släktet vedlar, och familjen ärtväxter. Inga underarter finns listade i Catalogue of Life.